# Мёршен
Мёршен (фр. Meurchin) — коммуна во Франции, регион О-де-Франс, департамент Па-де-Кале, округ Ланс, кантон Венгль. Расположена в 10 км к северо-востоку от Ланса, в 6 км от национальной автомагистрали N47. В центре коммуны находится железнодорожная станция Мёршен линии Ланс–Дон-Сенген.
Население (2018) — 3 767 человек.

## Экономика
Структура занятости населения:
- сельское хозяйство — 1,5 %;
- промышленность — 2,4 %;
- строительство — 14,6 %;
- торговля, транспорт и сфера услуг — 34,6 %;
- государственные и муниципальные службы — 46,9 %.

Уровень безработицы (2017) — 12,5 % (Франция в целом — 13,4 %, департамент Па-де-Кале — 17,2 %). 

Среднегодовой доход на 1 человека, евро (2017) — 20 550 (Франция в целом — 21 110, департамент Па-де-Кале — 18 610).

## Демография
Динамика численности населения, чел.

## Администрация
Пост мэра Мёршена с 2020 года занимает Фредерик Аллуа (Frédéric Alloï). На муниципальных выборах 2020 года возглавляемый им левый список победил во 2-м туре, получив 43,93 % голосов (из четырех списков).
| Период | Период | Фамилия        | Партия                  | Примечания                                     |
| ------ | ------ | -------------- | ----------------------- | ---------------------------------------------- |
| 1971   | 2008   | Огюстен Лекуф  | Коммунистическая партия | главный редактор газеты «La Tribune du mineur» |
| 2008   | 2014   | Лоран Майяр    | Социалистическая партия | пенсионер                                      |
| 2014   | 2020   | Даниэль Топ    | Разные левые            | руководитель предприятия                       |
| 2020   |        | Фредерик Аллуа |                         |                                                |